# Teresa Rabal
Teresa Rabal, nata María Teresa Rabal Balaguer (Barcellona, 5 novembre 1952), è un'attrice spagnola.

## Vita privata
È figlia degli attori Francisco Rabal e Asunción Balaguer.

## Filmografia parziale

### Cinema
- Viridiana, regia di Luis Buñuel (1961)
- Goya, historia de una soledad, regia di Nino Quevedo (1971)
- Españolas en París, regia di Roberto Bodegas (1971)
- Bianco rosso e..., regia di Alberto Lattuada (1972)
- Il complotto (Le complot), regia di René Gainville (1973)
- Nonostante tutto (A pesar de todo), regia di Gabriela Tagliavini (2019)
- Tin & Tina, regia di Rubin Stein (2023)

### Televisione
- Novela - serie TV, 30 episodi (1971-1978)
- Estudio 1 - serie TV, 6 episodi (1973-1980)
- La caja de arena - serie TV, 6 episodi (2023)